# Operazione Nibbio
L'Operazione Nibbio è stata una delle più complesse e rischiose missioni compiute dalle Forze Armate Italiane dalla seconda guerra mondiale, svolta dal 15 marzo 2003 al 15 settembre 2003 in Afghanistan, nell'ambito dell'Operazione Enduring Freedom.
La difficoltà dell'operazione derivava innanzitutto dalla notevole distanza, di circa 6000 chilometri dall'Italia, che ha imposto un onerosissimo piano di trasporti via aerea, con un impegno complessivo di 96 voli militari e 37 voli civili, per garantire il dispiegamento, il rientro ed il regolare flusso di rifornimento del contingente impiegato di circa 1000 uomini.
La missione inizialmente è stata costituita sulla base del 9º Reggimento alpini della Brigata "Taurinense", avvicendato il 15 giugno 2003 dal 187º Reggimento paracadutisti della Brigata "Folgore".